# Annales scientifiques de l’École normale supérieure
Die Annales scientifiques de l’École normale supérieure sind eine mathematische Zeitschrift der Société mathématique de France (SMF) und des CNRS. Wie der Name sagt sind sie mit der École normale supérieure (Paris) verbunden. Da viele der bedeutendsten französischen Mathematiker dort oder an der École polytechnique studiert hatten publizierten sie häufig in dieser Zeitschrift, die so schon Ende des 19. Jahrhunderts hohes Ansehen genoss.
Die Zeitschrift wurde 1864 durch Louis Pasteur gegründet und befasste sich damals neben Mathematik auch mit Physik, Chemie und anderen Naturwissenschaften. Um 1900 wurde sie zu einer exklusiven Mathematikzeitschrift. Bis 1998 wurden sie von Gauthier-Villars herausgegeben und 1999 bis 2007 von Elsevier. Seit 2008 ist die SMF der Herausgeber. Pro Jahr erscheinen sechs Hefte.
Die ISSN ist 0012-9593. Nach dem Impact Factor waren sie 1981 bis 2006 an siebter Stelle unter den Mathematikzeitschriften.
Ältere Ausgaben der Zeitschrift werden bei der digitalen Bibliothek Numérisation de documents anciens mathématiques (NUMDAM), kostenfrei zur Verfügung gestellt.